# René Boura
Pour les articles homonymes, voir Boura.
René Boura est un pilote motocycliste, né le 13 avril 1904 à Saint-Maur-des-Fossés décédé le 31 mai 1936 à Saint-Germain-en-Laye, vainqueur du Bol d'or moto à Saint-Germain-en-Laye en 1933 sur Velocette 350 cm3 (12e édition) et en 1935 sur Norton 350 cm3. Il devient champion de France 500 cm3 en 1932 sur l'autodrome de Linas-Montlhéry, et il remporte la course de côte de Château-Thierry en avril 1935 dans les catégories 350 cm3 et side-cars.
Il commence la compétition sur deux roues en août 1932 au Grand Prix du Comminges, à Saint-Gaudens (2e en 350 cm3).
Il meurt lors d'un accident à la neuvième heure de course de la 15e édition du Bol d'or 1936, en début de nuit alors qu'il compte quatre tours d'avance. Lancé à vive allure sur une 500 cm3, et en tête depuis la quatrième heure de course, son engin fait une terrible embardée juste avant les tribunes principales de Saint-Germain. Pneu avant éclaté, Boura s'écrase contre un arbre et décède à son arrivée à l'hôpital,.

## Notes et références

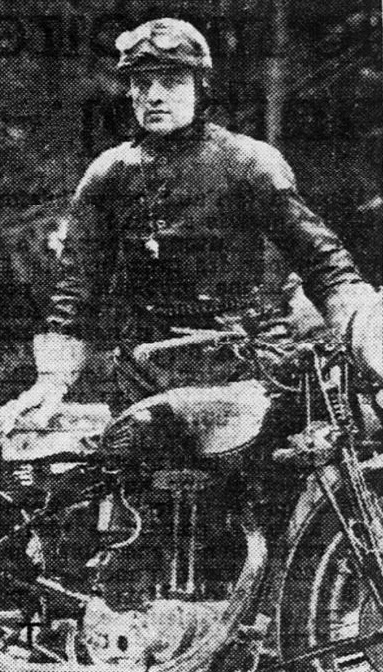
René Boura sur Motobécane 500 cm3, avant le départ du Bol d'or 1936.